# Municipio de Atlautla
El municipio de Atlautla es uno de los 125 municipios en que se encuentra dividido para su régimen interior el Estado de México, en México, forma parte de la zona metropolitana del Valle de México y se localiza en el extremo suroriental del territorio del estado, en las faldas del volcán Popocatépetl; su cabecera es la población de Atlautla de Victoria.

## Toponimia
Antes era llamado Atluhtlan, de origen nahuatl. El nombre proviene de dos vocablos: atlautli (barranca) y tla (abundancia), por lo que significa literalmente "lugar donde abundan las barrancas" o "lugar barrancoso".

## Geografía
Atlautla se encuentra localizado en el extremo surorietal del Estado de México y en las faldas de la Sierra Nevada en la Región Amecameca, tiene una extensión territorial de 134.9 kilómetros cuadrados que equivalen al 0.6% de la extensión total del Estado de México, sus coordenadas extremas son 18° 56' - 19° 06' de latitud norte y 98° 36' - 98° 50' de longitud oeste, su altitud fluctúa desde 1 900 en el valle hasta 5 500 en la cima del Popocatépetl.
Sus límites al norte corresponden al municipio de Amecameca, al oeste al municipio de Ozumba y al sur al municipio de Ecatzingo, al suroeste limita con el municipio de Yecapixtla del estado de Morelos y al sureste con el  municipio de Tetela del Volcán del mismo estado, al este limita con el estado de Puebla, en particular con el municipio de San Nicolás de los Ranchos, con el municipio de Tochimilco y con el municipio de Huejotzingo.
Cultura
El municipio de atlautla cuenta con cuatro distintas bibliotecas, donde los habitantes pueden consultar el acervo histórico y realizar distintas actividades de manera gratuita:
• Dr. Jaime Torres Bodet 
•Biblioteca Benito Juárez 
•Modesto Pérez Hernández
•Sor Juana Inés de la Cruz

### Orografía e hidrografía

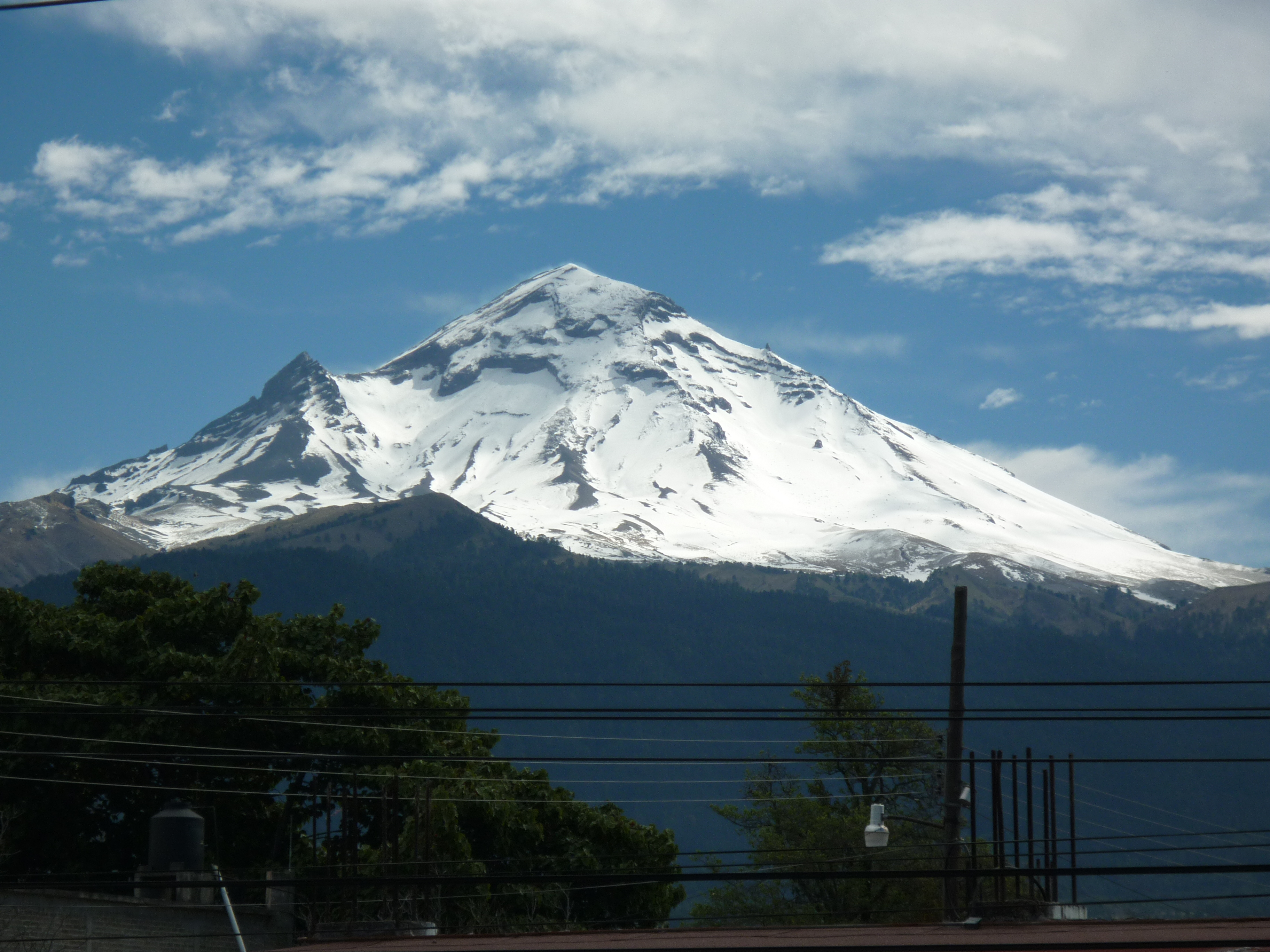
El Popocatépetl desde el municipio de Atlautla

El municipio de Atlautla se encuentra localizado en el extremo suroriental del territorio del Estado de México y en las faldas que la Sierra Nevada que divide el Valle de México del Valle de Puebla-Tlaxcala, particularmente en las faldas del volcán Popocatépetl que con 5 500 metros sobre el nivel del mar es la mayor altura del municipio, del Estado de México y la segunda mayor del país, superada solo por el Pico de Orizaba; situado en el vértice suroriente del municipio formando los límites con Puebla y Morelos, el Popocatépetl domina la orografía del municipio formado íntegramente por sus estribaciones que descienden hacia el oeste hacia el valle en que se encuentra asentada la cabecera municipal y otras de las principales localidades del municipio, como parte de sus mismas faldas se localizan otros cerros de importancia como Olotepec, Yoloxóchitl, La Mina, Techalotepec, Ventorrillo, Hualcintepatl, Tesanto, Tepeixtle y el principal de ellos, el Taplizatepétl; fuera de las faldas del Popocatépetl se encuentra el cerro Tlamalac en el extremo suroeste del territorio municipal.
Antiguamente el territorio de Atlautla era conocido por su riqueza acuífera formada por numerosas corrientes que descendían desde los glaciares del Popocatépetl y surtían aguas subterráneas, incluso el nombre de la cabecera municipal y del municipio hacen referencia a este hecho, el principal era el río Nexpayantla que fue entubado y explotado para consumo humano a partir de 1954, destino que han seguido prácticamente la totalidad de la corrientes del municipio que ya no tienen agua más en época de fuertes lluvias. El municipio pertenece a dos regiones hidrológicas, el 94.98% del territorio a la Región hidrológica Balsas y de esta a la Cuenca del río Grande Amacuzac y a la Cuenca del río Atoyac, y el restante 5.02% a la Región hidrológica Pánuco y la Cuenca del río Moctezuma.

### Clima y ecosistemas

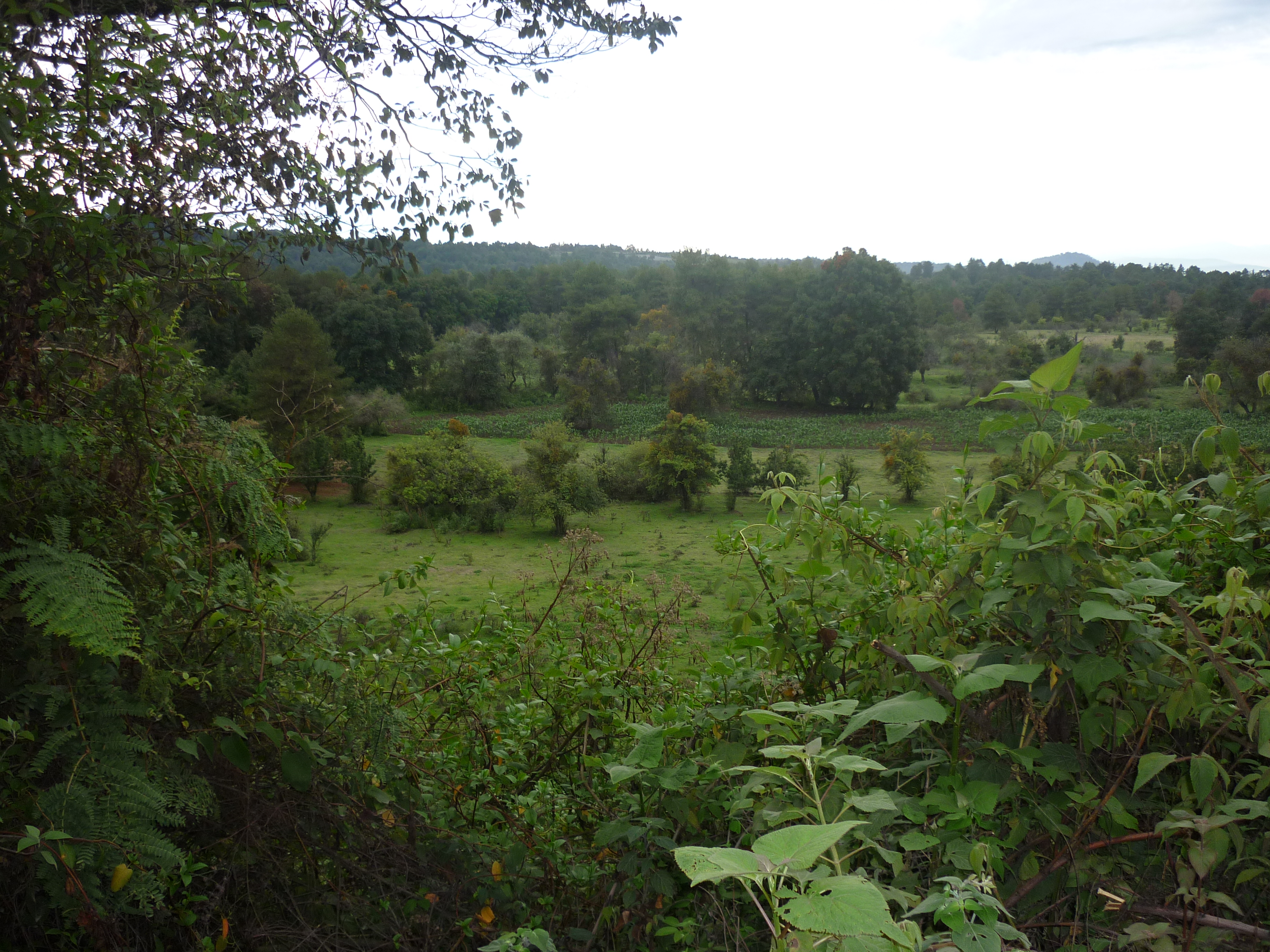
Flora en el municipio de Atlautla

En el territorio de Atlautla se registran cuatro diferentes tipos de climas: el primero en la cima del Popocatépetl es clima Frío de altura con marcado invierno, en sus faldas que forman el sector oriental del municipio el clima es Semifrío subhúmedo con lluvias en verano, de mayor humedad, en la mitad occidental del territorio el clima que se registra es Templado subhúmedo con lluvias en verano, de mayor humedad y finalmente en el extremo suroeste el clima registrado es Semicálido subhúmedo con lluvias en verano, de humedad media; el rango de temperatura va de los 2 a los 20 °C y rango de precipitación de 800 a 1300 mm, siendo mayor en la zona montañosa.
El territorio dedicado a la agricultura es la totalidad del valle al occidente del territorio, las faldas de la sierra al este y sur del municipio están cubiertas por bosques, pero al llegar las montañas a una mayor altitud el bosques desaparece para dar paso a pastizal de altura y finalmente a las nieves perpetuas de la cima del volcán. En las partes altas los bosques están formadas por pino, oyamel y cedro, mientras que en las más bajas por encino, madroño y tepozán. Las principales especies animales que habitan en el municipio son coyotes, gato montés, tejón y conejos.

## Demografía
De acuerdo al Censo de Población y Vivienda de 2020 realizado por el Instituto Nacional de Estadística y Geografía (INEGI) la población total del municipio de Atlautla es de 31 900 habitantes. 

### Localidades
El municipio de Atlautla tiene una totalidad de 43 localidades, las principales y su población en 2010 son las siguientes:
| Localidad             | Población (2010) |
| --------------------- | ---------------- |
| Atlautla de Victoria  | 10 967           |
| San Juan Tehuixtitlán | 6 743            |
| San Juan Tepecoculco  | 3 790            |
| San Andrés Tlalamac   | 3 497            |
| Popo Park             | 1 214            |
| Total municipio       | 27 663           |

## Política
El gobierno del municipio le corresponde al Ayuntamiento, que está conformado por el presidente municipal, un Síndico y un cabildo integrado por 10 regidores, 6 electos por mayoría y 4 por el principio de representación proporcional, el Ayuntamiento permanece en su cargo por un periodo de tres años no reelegibles para el periodo subsiguiente, pero si de manera no consecutiva, el periodo gubernamental inicia el día 1 de enero del año siguiente de la elección.

### Representación legislativa
Para la división territorial es distritos electorales donde son electos los diputados locales y federales, el municipio de Atlautla se encuentra dividido de la siguiente manera:
Local:
- Distrito electoral local 28 del estado de México con cabecera en Amecameca de Juárez.[11]

Federal:
- Distrito electoral federal 21 del estado de México con cabecera en Amecameca de Juárez.[12]

### Presidentes municipales
- (1994 - 1995): Luis Martínez Bautista PRI
- (1995 - 1996): Ángel Marín Barragán PRI
- (1997 - 2000): Calixto Granados Villanueva PRD
- (2000 - 2003): Francisco Javier Torres Bautista PRI
- (2003 - 2006): Ángel Marín Barragán PRI
- (2006 - 2009): Raúl Navarro Rivera PAN
- (2009 - 2012): María del Carmen Carreño García PRI
- (2012 - 2015): Raúl Navarro Rivera PAN
- (2015 - 2018): Mauro Sánchez Marin PRI
- (2018 - 2021): Dolores Hermenegildo Lozada Amaro VIA RADICAL/MORENA
- (2022 - 2024): Raúl Navarro Rivera PRD